# Mauro F. Guillén
Mauro F. Guillén Rodríguez (León, 1964) es un sociólogo, economista político y educador en gestión español. Desde marzo de 2021, es el Decano de la Cambridge Judge Business School y miembro del Queen's College de la Universidad de Cambridge. Hasta julio de 2021, fue profesor Zandman en la Wharton School de la Universidad de Pensilvania y director del Centro Penn Lauder para la Educación e Investigación en Negocios Internacionales (CIBER). Fue Anthony L. Davis Director del Instituto Joseph H. Lauder de Gestión y Estudios Internacionales (2007-2019). Es el autor más vendido del Wall Street Journal de 2020: How Today's Biggest Trends Will Collide and Reshape the Future of Everything (2020).

## Biografía

### Educación
Guillén nació en León. Su madre procede de Luarca (Asturias). Su tatarabuelo regresó desde Cuba y se instaló en La Granda. Estudió en el colegio San José, de los maristas (León). Posteriormente se licenció en Ciencias Económicas y Empresariales, en la Universidad de Oviedo (1987). Llegó a Estados Unidos en 1987 para realizar un doctorado en Sociología, patrocinado por el Banco de España y el Programa Fulbright. Se graduó de la Universidad de Yale (1992). 
Durante su estancia en Yale, también completó los requisitos del programa de doctorado en Economía Política de la Universidad de Oviedo, que le otorgó un doctorado en 1991 tras defender una tesis sobre las desigualdades en salud en España. En Yale, escribió su tesis bajo la dirección de los sociólogos Charles Perrow, Paul DiMaggio y Juan J. Linz, que más tarde se convirtió en su libro, Modelos de gestión (University of Chicago Press, 1994).
Sus profesores Jesús M. de Miguel y Álvaro Cuervo fueron sus primeros mentores intelectuales. Aparte de sus asesores, considera al antropólogo cultural Clifford Geertz y al economista político Albert Hirschman como sus influencias intelectuales más importantes, a quienes conoció mientras era miembro del Instituto de Estudios Avanzados de la Universidad de Princeton.

### Carrera profesional
Su primer nombramiento como profesor fue en Sloan School of Management, Massachusetts Institute of Technology, donde enseñó entre 1992 y 1996. Se trasladó a Wharton School en 1996 después de su esposa, Sandra Suárez, quien ese año ocupó un puesto de profesora en Temple University. En Wharton School, Guillén fue ascendido de asistente a profesor asociado con titularidad en 2000, y de profesor asociado a profesor titular en 2003. Fue nombrado profesor titular Dr. Felix Zandman en Gestión Internacional ese mismo año, una cátedra establecida en honor del químico que fundó Vishay Intertechnology, la empresa de semiconductores Fortune 500. Fue certificado por el Ministerio de Educación español como Catedrático en 2010.
Guillén es miembro electo de la Asociación de Investigación Sociológica y de la Sociedad de Comportamiento Organizacional Macro, exmiembro del Guggenheim y miembro del Instituto de Estudios Avanzados de Princeton. Impartió las Clarendon Lectures in Management de 2014 en la Universidad de Oxford.
En Wharton, Guillén enseña a estudiantes de pregrado, MBA, estudiantes de doctorado y ejecutivos. Ha recibido un Wharton MBA Core Teaching Award, un Wharton Graduate Association Teaching Award, un Wharton Teaching Commitment and Curricular Innovation Award y un Wharton “Goes Above and Beyond the Call of Duty” Teaching Award. Como Director Anthony L.Davis del Instituto Joseph H. Lauder de Gestión y Estudios Internacionales, lanzó varios programas e iniciativas, incluido el Global Knowledge Lab, el TrendLab on Globalization, el Lauder Culture Quest, el Global Program y el Lauder Módulos de emprendimiento.

### Otras actividades
Entre sus actividades profesionales destaca ser, o haber sido, vicepresidente del Global Agenda Council on Emerging Multinationals en el World Economic Forum, fideicomisario del Instituto de Estudios Avanzados en Ciencias Sociales de Madrid y miembro de los consejos asesores del departamento de investigación de Caixabank, Conciban y la Escuela de Finanzas Aplicadas (Grupo Analistas). También se desempeña o ha formado parte de los consejos editoriales de más de diez revistas académicas y como editor asociado de Administrative Science Quarterly. Es miembro del Jurado del Premio Princesa de Asturias de Ciencias Sociales. Desde 2015 es patrono de la Fundación Princesa de Asturias.
Ávido viajero, los pasatiempos de Guillén incluyen la historia y la arquitectura. En 2006, Princeton University Press publicó su libro, The Taylorized Beauty of the Mechanical, que exploró las conexiones entre la gestión científica y la arquitectura modernista (1890-1940) en varias partes del mundo. Fue miembro del equipo de la Universidad de Oviedo que ganó el Campeonato Nacional de España de Baloncesto Universitario en 1987, y del Club Baloncesto Elosúa León (1980-1983).

### Trayectoria
Mauro Guillén es conocido por sus estudios comparativos de empresas y prácticas de gestión en una variedad de países, especialmente en Europa Occidental, América Latina y Asia Oriental. Posteriormente ha dedicado la mayor parte de su investigación y docencia a los temas de la globalización y el surgimiento de las multinacionales de los mercados emergentes. También se dedica a la investigación sobre la nueva economía política del siglo XXI y sobre el surgimiento de empresas multinacionales de economías emergentes. 
Es consultor y orador público frecuente, y aparece regularmente en programas de radio y televisión.
Guillén es un comentarista frecuente en Bloomberg TV y National Public Radio, y también ha aparecido en BBC Radio, CNBC, ABC News, CNN en español y CBS Radio. Escribe una columna de opinión mensual para The Korea Times sobre cuestiones económicas mundiales (en coautoría con Emilio Ontiveros). También ha publicado artículos en China Daily, Financial Times, Chronicle of Higher Education y El País, entre otros periódicos.
Ha sido citado en más de cien medios de comunicación, incluidos Boston Globe, Chicago Tribune, Economist Intelligence Unit Executive Briefing, Entrepreneur Magazine, Financial Times, Forbes, Foreign Policy, Los Angeles Times, New York Newsday, Newsweek, New York Times, Investor's Business Daily, International Herald Tribune, Journal of Commerce, The Economist, USA Today, Wall Street Journal, Wall Street Journal Europe, Wall Street Journal Americas, Washington Times y World Trade.

## Premios y Distinciones
- Premio al Mejor Documento de la Gulf Publishing Company de la Academy of Management
- Premio al Mejor Documento de W. Richard Scott de la Asociación Americana de Sociología
- Premio del Centro Gustavus Myers al Libro Destacado sobre Derechos Humanos y el Libro del Presidente.
- Premio de la Asociación de Historia de las Ciencias Sociales.
- IV Premio Fundación Banco Herrero (2005), otorgado anualmente al mejor científico social español menor de cuarenta años.[10]
- Premio de pionero de la facultad del Instituto Aspen (2013)
- Science Watch lo identificó como uno de los mejores académicos en los campos de Economía y Negocios y Ciencias Sociales (2009).[11]
- Ha recibido becas de la Fundación Rafael del Pino, la Fundación Memorial John Simon Guggenheim, la Fundación Marion y Jasper Whiting y el programa Fulbright/Ministerio de Educación Español.

## Publicaciones seleccionadas: monografías y artículos (en inglés)
Es coautor de dos libros recientes, uno sobre Global Turning Points: Understanding the Challenges for Business in the Twenty-First Century, con Emilio Ontiveros (Cambridge University Press), y el otro sobre Emerging Markets Rule: Growth Strategies of the New Global Giants, con Esteban García-Canal (McGraw-Hill). 
Es autor de una docena de libros y más de treinta artículos académicos, publicados por las editoriales universitarias más prestigiosas y revistas académicas competitivas, entre las que destacan:
- Guillén, Mauro F. Models of management: Work, authority, and organization in a comparative perspective. University of Chicago Press, 1994.
- Guillén, Mauro F. Symbolic Unity, Dynastic Continuity, and Countervailing Power: Monarchies, Republics, and the Economy.  Social Forces, soy037. 2018.
- Guillen, Mauro F. "Business groups in emerging economies: A resource-based view." Academy of Management Journal 43.3 (2000): 362-380.
- Guillén, Mauro F. "Is globalization civilizing, destructive or feeble? A critique of five key debates in the social science literature." Annual Review of Sociology (2001): 235-260.
- Schneper, William D., and Mauro F. Guillén. "Stakeholder rights and corporate governance: A cross-national study of hostile takeovers." Administrative Science Quarterly 49.2 (2004): 263-295.
- Henisz, Witold J., Bennet A. Zelner, and Mauro F. Guillén. "The worldwide diffusion of market-oriented infrastructure reform, 1977–1999." American Sociological Review 70.6 (2005): 871-897.